# Alcaicería de Grenade
L'Alcaicería est une rue marchande historique située dans le centre historique de la ville andalouse de Grenade, en Espagne. Elle se trouve sur le site de l'ancien principal bazar, dont elle tire son nom (en arabe : القيسرية ). Le bazar original datait de l'époque arabo-islamique de la ville, pendant la période de domination nasride (XIIIe – XVe siècles). Il a été détruit par un incendie en 1843 et reconstruit à une échelle beaucoup plus petite, en utilisant un style néo-mauresque différent qui imitait l'architecture nasride ,,,,.